# Ophiozonella alba
Ophiozonella alba is een slangster uit de familie Ophiolepididae. De wetenschappelijke naam van de soort werd in 1899 gepubliceerd door Christian Frederik Lütken & Theodor Mortensen.